# Szőcei tőzegmohás láprét
A Szőce falu határában, a Szőce-patak völgyében található, 127 ha területű láprét az Őrségi Nemzeti Park egyik leghíresebb és legjelentősebb, fokozottan védett része, ahol természetvédelmi kutatóház is működik. Szőce címerében is a tőzegmoha látható.
A természetvédelmi terület legértékesebb része a völgytalpon húzódó rétek láncolata (14 ha) — ezt a helybéliek „széles víznek”, illetve „széles vízi rétnek” nevezték el.

## Kialakulása
A völgyoldalból fakadó hideg források mentén a sajátos éghajlati és hidrogeológiai viszonyok tették lehetővé, hogy számos, jégkorszaki reliktum faj, illetve növénytársulás — ahogy a patak vízhozama csökkent, ezek fennmaradásához egyre inkább kellett a hosszú évszázadokra visszanyúló, hagyományos gazdálkodás is. Ennek részeként a fűvel együtt az „aranymohának” nevezett tőzegmohát is évente kétszer kaszálták, és a mohát főleg marhaalomnak hasznosították. Az állattartás visszaszorulásával csökkent a kaszált terület, és a láprétek egy része beerdősült.

## Tudományos felfedezése, leírása
A völgyet és természeti értékeit először Pócs Tamás biológus, mohakutató írta le 1958-ban. Megállapította, hogy a völgy Magyarország egyetlen tőzegkákás lápja, a tőzegeper (Comarum palustre) egyetlen hazai előfordulási helye. Sajnos, a tőzegkáka azóta valószínűleg már innen is eltűnt.

## Értékes növényfajok, növénytársulások
Természetvédelmileg legjelentősebb növénytársulása a tőzegmohás láp (Sphagnetum). Ebben több tőzegmoha faj nő együtt, és közöttük, a mohapárnákon él az itt meglehetősen gyakori kereklevelű harmatfű (Drosera rotundifolia).
A tőzegeper a magassásos, ingólápos részeken nő.
A völgyoldalban, a források mentén a hegyvidéki lápokra jellemző mohatársulások alakultak ki.
A patak lassabb folyású részein telepedett meg a mocsárhúr (Callitriche polimorpha) és az apró békalencse (Lemma minor). Ugyancsak a patak ad élőhelyet számos ritka tegzes és szitakötő fajnak is.
A patak mentén húzódó rezgőnyáras égeresben értékes páfrányfajok nőnek.
A rétek jellegzetes társulása a kékperjés láprét (Molinietum coeruleae). Itt az uralkodó kékperje (Moliniai coerulea) közt gyakoriak:
- a különféle sások (Carex sp.),
- kígyógyökerű keserűfű (Persicaria bistorta),
- kenyérbél cickafark (Achillea ptarmica),
- őszi vérfű (Sanguisorba officinalis),
- széleslevelű ujjaskosbor (Dactylorhiza majalis),
- kornistárnics (Gentiana pneumonanthe),
- hegyi zergevirág (Doronicum austriacum).

Ritka fajok:
- zergeboglár (Tollius europaeus),
- szibériai nőszirom (Iris sibirica),
- északi sás (Carex hartmannii).

Csapadékos években nagyobb foltokban jelenik meg a
- széleslevelű gyapjúsás (Eriophorum latifolium).

## Természetvédelem
A Nemzeti Park a réteket kaszáltatja.
A láprét bemutatására pallósort építettek ki. A terület előzetes bejelentkezés után kísérővel látogatható.